# 19250 Poullain
19250 Poullain è un asteroide della fascia principale. Scoperto nel 1994, presenta un'orbita caratterizzata da un semiasse maggiore pari a 3,1582775 au e da un'eccentricità di 0,1279093, inclinata di 3,48596° rispetto all'eclittica.